# Presidencia Roque Sáenz Peña
Presidencia Roque Sáenz Peña é uma cidade da Argentina, localizada na província de Chaco.